# 格莱讷
格莱讷（法語：Glennes，法語發音：[ɡlɛn]）是法国上法蘭西大區埃纳省的一个旧市镇，属于苏瓦松区。2016年，格莱讷与临近的6个市镇合并为新市镇莱塞特瓦隆。

## 地理
格莱讷（49°21'18"N, 3°42'49"E）面积8.57 平方千米，位于法国上法蘭西大區埃纳省，该省份为法国北部内陆省份，北起北部省，西接索姆省和瓦兹省，东临阿登省和马恩省，西南至塞纳-马恩省，东北部与比利时接壤。
与格莱讷接壤的市镇（或旧市镇、城区）包括：迈济、梅尔瓦勒、米斯库尔、雷维永、巴略莱菲姆、罗曼。
格莱讷的时区为UTC+01:00、UTC+02:00（夏令时）。

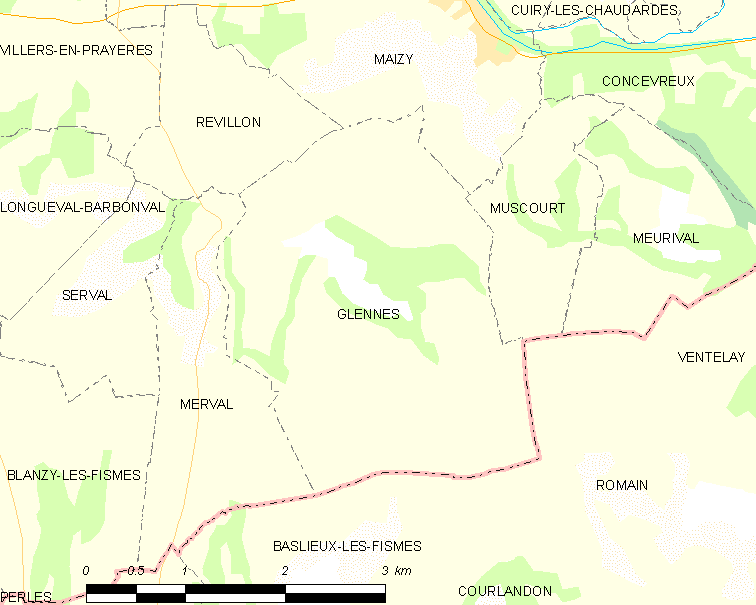
格莱讷的OSM定位图

## 行政
格莱讷的邮政编码为02160，INSEE市镇编码为02348。

## 政治
格莱讷所属的省级选区为塔德努瓦地区费尔县。

## 人口

1962-2008年间格莱讷人口变化图示

格莱讷于2018年1月1日时的人口数量为209人。